# 강철의 연금술사 BROTHERHOOD
《강철의 연금술사 BROTHERHOOD》(~브라더후드, 鋼の錬金術師 FULLMETAL ALCHEMIST 하가네노 렌킨주쓰시 후루메타루 아루케미스토)는 일본의 TV 애니메이션이다.

## 개요
일본의 만화 잡지 《월간 소년 간간》(月刊少年ガンガン)에 연재 중인 아라카와 히로무의 만화 《강철의 연금술사》(鋼の錬金術師)를 애니메이션화한 작품이다. 이미 지난 2003년 제작된 원작과 동명의 TV 애니메이션 시리즈와 이를 계승한 극장판 애니메이션(이하 '전작')이 존재하나 본작과의 큰 접점은 없으며, 독자적인 설정과 전개를 택한 전작에 비해 보다 원작 만화에 충실한 전개를 취하고 있다.
애니메이션 제작은 전작과 마찬가지로 본즈가 담당하나 주요 스태프는 대폭 변경되었으며, 성우 캐스트 역시 전작의 음향감독 미마 마사후미가 다시 담당하나 주인공 엘릭 형제 역의 박로미와 구기미야 리에를 비롯한 극소수를 제외하고 대다수가 변경되었다.
일어 원제는 'FULLMETAL ALCHEMIST'라는 부제가 추가된 《강철의 연금술사 FULLMETAL ALCHEMIST》(鋼の錬金術師 FULLMETAL ALCHEMIST)로, 편의상의 명칭은 《강철의 연금술사 FA》, 또는 《하가렌 FA》(ハガレンFA) 등이 주로 쓰이고 있다. 미합중국, 중화인민공화국을 비롯한 해외 시장에는 본작의 테마 '형제의 유대'를 의미하는 영단어 'BROTHERHOOD'를 부제로 붙여 소개하고 있으며, 대한민국 역시 '~ BROTHERHOOD'를 붙이고 수입, 방영을 했으나《강철의 연금술사 리메이크》라는 가칭이 보다 보편화되어 있다. 대한민국에서는 대원방송 계열의 채널(챔프, 애니원, 애니박스)들에서 2010년 3월 1일부터 방영된다. 챔프와 애니원과 애니박스는 무삭제판[The Original](19세 이상 시청가)으로 방영되며, 삭제판(15세 이상 시청가)을 함께 방영하게 된다.

## 스태프
- 원작: 아라카와 히로무(스퀘어 에닉스 발행 '월간 소년 간간')
- 기획: (일본어) 다구치 고지, 우에다 마스오, (일본어) 미나미 마사히코, (일본어) 다케다 세이지
- 감독: (일본어) 이리에 야스히로
- 시리즈 구성: (일본어) 오노기 히로시
- 캐릭터 디자인: (일본어) 간노 히로키
- 미술 디자인: 가네히라 가즈시게
- 가로 디자인: (일본어) 도이하치
- 연성진 디자인: (일본어) 아라마키 신지
- 미술감독: 사토 쓰요시
- 배경: (일본어) 구사나기
- 색채설계: 나카오 후사코
- 키 애니메이터: 후쿠오카 히데노리, 가네다 나오미, 가메다 요시노리, 사코 소이치로, 기미시마 시게루
- 촬영감독: 후리모토 마유코, 다케이 요시유키
- 편집: 사다마쓰 고
- 음향감독: (일본어) 미마 마사후미
- 음향 효과: (일본어) 구라하시 시즈오
- 음악: 센주 아키라
- 음악 제작: 애니플렉스
- 음악 협력: 소니 뮤직 엔터테인먼트 재팬
- 음악 프로듀서: 시노하라 히로히토
- 애니메이션 제작: 본즈
- 프로듀서: 구라시게 노부유키, 오야마 료, 요나이 노리토모, (일본어) 마루야마 히로오
- 제작: 강철의 연금술사 제작위원회(애니플렉스, 스퀘어 에닉스, 본즈), 마이니치 방송

## 등장인물, 캐스트
- 에드워드 엘릭: 박로미, 손정아
- 알폰스 엘릭, 샤오메이: 쿠기미야 리에, 윤미나
- 윈리 록벨: 타카모토 메구미, 이지현
- 로이 머스탱: 미키 신이치로, 성완경
- 리자 호크아이: 오리카사 후미코, 김성연
- 매스 휴즈: 후지와라 케이지, 박서진
- 장 하보크: 우에다 유지, 임경명
- 하이만스 브레다: (일본어) 사토 비이치, 최낙윤
- 케인 휴리: 카키하라 테츠야, 박서진
- 버트 펄만: 하마다 겐지, 서원석
- 알렉스 루이 암스트롱: 우쓰미 겐지, 시영준
- 올리비에 밀라 암스트롱: 소우미 요코, 양정화
- 마일즈: 나가이 가즈야, 윤동기
- 배커니어: 오토모 류자부로
- 마리아 로스: 나즈카 가오리, 김민정
- 킹 브래들리: (일본어) 시바타 히데카쓰, 온영삼
- 셀림 브래들리, 프라이드: 산페이 유코, 이명희(프라이드)
- 아이작 맥두걸: 야마데라 고이치, 심정민
- 녹스: 아리모토 긴류, 안장혁
- 팀 마르코: (일본어) 오모로 마사유키, 탁원제
- 졸프 J. 킴블리: 요시노 히로유키, 최한
- 러스트: 이노우에 기쿠코, 이미나
- 글러트니: 시라토리 데쓰, 서원석
- 엔비: 타카야마 미나미, 서유리
- 그리드: 나카무라 유이치, 현경수
- 슬로스: 타치키 후미히코, 심정민
- 아버지, 내레이션: (일본어) 가유미 이에마사, 강구한(아버지) / 서원석(내레이션).
- 스카: 미야케 겐타, 이봉준
- 요키: 야오 가즈키, 박서진
- 린 야오: 미야노 마모루, 홍범기
- 메이 창: 고토 마이, 이재현
- 란팡: 미즈키 나나, 김민정
- 후: (일본어) 호리 가쓰노스케, 황원
- 트리샤 엘릭: (일본어) 다카모리 요시노, 이재현
- 피나코 록벨: 아소 미요코, 서유리
- 이즈미 커티스: (일본어) 쓰다 쇼코, 이선주
- 반 호엔하임: 이시즈카 운쇼, 장광
- 베르톨트 호크아이 : (일본어) 쿠메 아키라, 온영삼

## 주제가
- 여는 곡
- 1~14화 〈again〉
 작사, 작곡: YUI
 편곡: 곤도 히사시
 아티스트: YUI
 (STUDIOSEVEN Recordings／Sony Music Records, Inc.)
- 15~26화 〈홀로그램〉(ホログラム 호로구라무[*])
 작사, 작곡: 미쓰무라 다쓰야
 편곡: 가메다 세이지, NICO Touches the Walls
 아티스트: (일본어) NICO Touches the Walls
 (Ki/oon Records, Inc.)
- 27~38화 〈골든 타임 러버〉(ゴールデンタイムラバー 고루덴타이무라바[*])
 작사, 작곡, 편곡: 오하시 다쿠야, 도키타 신타로
 아티스트: 스키마스위치
 (Ariola Japan, Inc.)
- 39~50화 〈Period〉
 작사: 가와바타 가나메
 작곡: Jonas Myrin, Peter Kvint, 에가미 고타로
 편곡: 이타가키 유스케
 아티스트: CHEMISTRY
 (DefSTAR Records, Inc.)
- 51화~ 〈레인〉(レイン 레인[*])
 작사: 마오
 작곡: 유야
 편곡: 니시히라 아키라, 시드
 아티스트: 시드
 (Ki/oon Records, Inc.)

- 닫는 곡
- 1~14화 〈거짓말〉(嘘 우소[*])
작사: 마오
 작곡: 유야
 편곡: 니시히라 아키라, 시드
 아티스트: 시드
 (Ki/oon Records, Inc.)
- 15~26화 〈LET IT OUT〉
작사: 후쿠하라 미호
 작곡: 후쿠하라 미호, 야마구치 히로오
 편곡: 야스하라 효우에
 아티스트: 후쿠하라 미호
 (gr8!records／Sony Music Records, Inc.)
- 27~38화 〈맞잡은 손〉(つないだ手 쓰나이다테[*])
작사: AILA
 작곡, 편곡: 구로미쓰 유키
 아티스트: Lil'B
 (DefSTAR Records, Inc.)
- 39~50화 〈순간 센티멘탈〉(瞬間センチメンタル 슌칸센치멘타루[*])
작사: SCANDAL, 고바야시 나쓰미
 작곡: 다지카 유이치
 편곡: 가와구치 게이타
 아티스트: SCANDAL
 (EPIC Records Japan, Inc.)
- 51화~ 〈RAY OF LIGHT〉
작사: 나카가와 쇼코
 작곡: 스즈키 겐타로, 기무라 아쓰시
 편곡: 시마다 마사노리
 아티스트: 나카가와 쇼코
 (Sony Records／Sony Music Records, Inc.)

- 삽입곡
- 27화 〈LET IT OUT〉
- 52, 57화 〈Sorrowful Stone〉
작곡, 편곡: 센주 아키라
 바이올린 연주: 미야모토 에미리
 (Sony Music Japan International Inc.)
- 54화 〈Crime and Punishment〉
작곡, 편곡: 센주 아키라
 바이올린 연주: 미야모토 에미리
 (Sony Music Japan International Inc.)

## 방영 정보
| 방송국                          | 방영 기간         | 본 방영 시간                                                |
| ------------------------------- | ----------------- | ----------------------------------------------------------- |
| 마이니치 방송, 도쿄 방송 계열국 | 2009년 4월 5일 ~  | 매주 일요일 17시                                            |
| 애니맥스                        | 2009년 7월 9일 ~  | 매주 목요일 22시                                            |
| 갸오!                           | 2009년 4월 10일 ~ | 매주 금요일 0시 업데이트                                    |
| 쇼타임                          | 2009년 7월 9일 ~  | 매주 금요일 18시 업데이트                                   |
| 방송국                          | 방영 기간         | 본 방영 시간                                                |
| 애니원TV, 챔프TV, 애니박스TV    | 2010년 3월 1일 ~  | 매주 수~목 20시(삭제판), 월~화 23시(THE ORIGINAL(무삭제판)) |

## 방영 목록
| 화수   | 제목 (원제/한제)     | 제목 (원제/한제)                  | 각본            | 그림 콘티         | 연출                              | 작화 감독                                                                           | 방영일자         |
| ------ | -------------------- | --------------------------------- | --------------- | ----------------- | --------------------------------- | ----------------------------------------------------------------------------------- | ---------------- |
| 제1화  | 鋼の錬金術師         | 강철의 연금술사                   | 오오노기 히로시 | 이리에 야스히로   | 이케조에 타카히로                 | 나가사쿠 토모카츠                                                                   | 2009년 4월 5일   |
| 제2화  | はじまりの日         | 시작의 날                         | 오오노기 히로시 | 이리에 야스히로   | 미야케 카즈오                     | 오자와 마도카                                                                       | 2009년 4월 12일  |
| 제3화  | 邪教の街             | 사교의 마을                       | 오오노기 히로시 | 오오쿠보 마사오   | 오오쿠보 마사오                   | 노다 야스유키                                                                       | 2009년 4월 19일  |
| 제4화  | 錬金術師の苦悩       | 연금술사의 고뇌                   | 츠치야 마사히로 | 산죠 나미미       | 사토 키요미                       | 이이지마 히로야                                                                     | 2009년 4월 26일  |
| 제5화  | 哀しみの雨           | 슬픔의 비                         | 츠치야 마사히로 | 이리에 야스히로   | 이케하타 히로시                   | 츠카모토 치요미                                                                     | 2009년 5월 3일   |
| 제6화  | 希望の道             | 희망의 길                         | 스가 쇼타로     | 타무라 코타로     | 야부키 츠토무                     | 세키구치 료스케                                                                     | 2009년 5월 10일  |
| 제7화  | 隠された真実         | 감춰진 진실                       | 오오노기 히로시 | 사코이 마사유키   | 소노다 마사히로                   | 안도 마사히로                                                                       | 2009년 5월 17일  |
| 제8화  | 第五研究所           | 제5연구소                         | 오오노기 히로시 | 이리에 야스히로   | 이시다 토오루                     | 오오시로 마사루                                                                     | 2009년 5월 24일  |
| 제9화  | 創られた想い         | 가공된 마음                       | 오오노기 히로시 | 오오쿠보 마사오   | 오오쿠보 마사오                   | 노다 야스유키                                                                       | 2009년 5월 31일  |
| 제10화 | それぞれの行く先     | 각자의 행선지                     | 츠치야 미치히로 | 테라히가시 카츠미 | 미야케 카즈오                     | 이시노 사토시                                                                       | 2009년 6월 7일   |
| 제11화 | ラッシュバレーの奇跡 | 러시밸리의 기적                   | 스가 쇼타로     | 이시히라 신지     | 사토 키요미츠                     | 이이지마 히로야 五月二一                                                            | 2009년 6월 14일  |
| 제12화 | 一は全、全は一       | 하나는 전체, 전체는 하나          | 오오노기 히로시 | 미사와 신         | 사토 이쿠로                       | 오자와 마도카                                                                       | 2009년 6월 21일  |
| 제13화 | ダブリスの獣たち     | 더블리스의 야수들                 | 스가 쇼타로     | 후쿠다 미치오     | 오야마다 케이코                   | 후루마타 타이치                                                                     | 2009년 6월 28일  |
| 제14화 | 地下にひそむ者たち   | 지하에 암약하는 자들              | 오오노기 히로시 | 이시히라 신지     | 이케하타 히로시                   | 츠카모토 치요미                                                                     | 2009년 7월 5일   |
| 제15화 | 東方の使者           | 동방의 사자                       | 츠무라 요네키   | 오오쿠보 마사오   | 오기와라 로코우                   | 노다 야스유키                                                                       | 2009년 7월 12일  |
| 제16화 | 戦友の足跡           | 전우의 발자취                     | 스가 쇼타로     | 야부키 츠토무     | 야부키 츠토무                     | 세키구치 료스케                                                                     | 2009년 7월 19일  |
| 제17화 | 冷徹な焔             | 차가운 불꽃                       | 오오노기 히로시 | 이시히라 신지     | 소노다 마사히로                   | 안도 마사히로                                                                       | 2009년 7월 26일  |
| 제18화 | 小さな人間の傲慢な掌 | 작은 인간의 오만한 손바닥         | 츠치야 미치히로 | 오오하라 미노루   | 토모나가 카즈히데 오야마다 케이코 | 후루마타 타이치                                                                     | 2009년 8월 2일   |
| 제19화 | 死なざる者の死       | 불사신의 죽음                     | 오오노기 히로시 | 이시히라 신지     | 미야하라 슈지                     | 오오시로 마사루                                                                     | 2009년 8월 9일   |
| 제20화 | 墓前の父             | 무덤 앞의 아버지                  | 츠무라 요네키   | 테라히가시 카츠미 | 사토 이쿠로                       | 카와카미 테츠야                                                                     | 2009년 8월 16일  |
| 제21화 | 愚者の前進           | 어리석은 자의 전진                | 츠치야 미치히로 | 후쿠다 미치오     | 사토 키요미츠                     | 이이지마 히로야                                                                     | 2009년 8월 30일  |
| 제22화 | 遠くの背中           | 멀어지는 등                       | 스가 쇼타로     | 이시히라 신지     | 야부키 츠토무                     | 오오누키 켄이치                                                                     | 2009년 9월 6일   |
| 제23화 | 戦場の少女           | 전장의 소녀                       | 츠치야 미치히로 | 미사와 신         | 타나카 타카유키                   | 타나카 유스케                                                                       | 2009년 9월 13일  |
| 제24화 | 腹の中               | 뱃속                              | 미나카미 세이시 | 야노 유이치로     | 오야마다 케이코                   | 후루마타 타이치                                                                     | 2009년 9월 20일  |
| 제25화 | 闇の扉               | 어둠의 문                         | 츠무라 요네키   | 오오하시 요시미츠 | 이케하타 히로시                   | 타케치 히토미 츠카모토 치요미                                                       | 2009년 9월 27일  |
| 제26화 | 再会                 | 재회                              | 츠치야 미치히로 | 이케조에 타카히로 | 이케조에 타카히로                 | 나가사쿠 토모카츠                                                                   | 2009년 10월 4일  |
| 제27화 | 狭間の宴             | 막간의 연회                       | 츠무라 요네키   | 오오하시 요시미츠 | 야부키 츠토무                     | 세키구치 료스케                                                                     | 2009년 10월 11일 |
| 제28화 | おとうさま           | 아버지                            | 스가 쇼타로     | 테라오카 이와오   | 이시다 토오루                     | 오오시로 마사루                                                                     | 2009년 10월 18일 |
| 제29화 | 愚者の足掻き         | 어리석은 자의 발버둥              | 미나카미 세이시 | 오오하라 미노루   | 츠쿠시 다이스케                   | 하시모토 카즈키 코바야시 유우                                                       | 2009년 10월 25일 |
| 제30화 | イシュヴァール殲滅戦 | 이슈발 섬멸전                     | 오오노기 히로시 | 이시히라 신지     | 사토 이쿠로                       | 카와카미 테츠야                                                                     | 2009년 11월 1일  |
| 제31화 | 520センズの約束      | 520센즈의 약속                    | 츠치야 미치히로 | 사토 키요미츠     | 사토 키요미츠                     | 이이지마 히로야                                                                     | 2009년 11월 8일  |
| 제32화 | 大総統の息子         | 대총통의 아들                     | 오오노기 히로시 | 산죠 나미미       | 야부키 츠토무                     | 오오누키 켄이치                                                                     | 2009년 11월 15일 |
| 제33화 | ブリッグズの北壁     | 브릭스 북벽                       | 스가 쇼타로     | 이시히라 신지     | 이케하타 히로시                   | 세키구치 료스케                                                                     | 2009년 11월 22일 |
| 제34화 | 氷の女王             | 얼음 여왕                         | 스가 쇼타로     | 토미자와 노부오   | 오야마다 케이코                   | 후루마타 타이치 타키구치 테이이치                                                   | 2009년 11월 29일 |
| 제35화 | この国のかたち       | 이 나라의 형태                    | 미나카미 세이시 | 오오하시 요시미츠 | 이케조에 타카히로                 | 나가사쿠 토모카츠                                                                   | 2009년 12월 6일  |
| 제36화 | 家族の肖像           | 가족의 초상                       | 츠치야 미치히로 | 오오하라 미노루   | 사토 이쿠로                       | 츠카모토 치요미 하라다 미네후미                                                     | 2009년 12월 13일 |
| 제37화 | 始まりの人造人間     | 시초의 호문쿨루스                 | 츠치야 미치히로 | 테라오카 이와오   | 우에다 시게루                     | 스즈키 칸타                                                                         | 2009년 12월 20일 |
| 제38화 | バズクールの激闘     | 바즈쿨의 격투                     | 츠무라 요네키   | 이시히라 신지     | 이시다 토오루                     | 오오시로 마사루                                                                     | 2009년 12월 27일 |
| 제39화 | 白昼の夢             | 백일몽                            | 미나카미 세이시 | 야부키 츠토무     | 우치다 신고                       | 하타 토모지                                                                         | 2010년 1월 10일  |
| 제40화 | フラスコの中の小人   | 호문쿨루스 (플라스크 속의 난쟁이) | 오오노기 히로시 | 오오하시 요시미츠 | 미야하라 슈지                     | 카와카미 테츠야                                                                     | 2010년 1월 14일  |
| 제41화 | 奈落                 | 나락                              | 츠치야 미치히로 | 쥬몬지 타다스     | 이케하타 히로시                   | 오오누키 켄이치                                                                     | 2010년 1월 24일  |
| 제42화 | 反撃の兆し           | 반격의 전조                       | 스가 쇼타로     | 오오하라 미노루   | 사토 키요미츠                     | 이이지마 히로야                                                                     | 2010년 1월 31일  |
| 제43화 | 蟻のひと噛み         | 개미의 일격                       | 츠무라 요네키   | 테라오카 이와오   | 이케조에 타카히로                 | 나가사쿠 토모카츠                                                                   | 2010년 2월 7일   |
| 제44화 | バリンバリンの全開   | 풀 파워 모드                      | 미나카미 세이시 | 토미자와 노부오   | 오야마다 케이코                   | 노구치 히로아키 타키구치 테이이치                                                   | 2010년 2월 14일  |
| 제45화 | 約束の日             | 약속의 날                         | 츠치야 미치히로 | 오오하시 요시미츠 | 사토 이쿠로                       | 세키구치 료스케 시바타 준                                                           | 2010년 2월 21일  |
| 제46화 | 迫る影               | 드리우는 그림자                   | 오오노기 히로시 | 야부키 츠토무     | 야부키 츠토무                     | 사코 소이치로 츠카모토 치요미                                                       | 2010년 2월 28일  |
| 제47화 | 闇の使者             | 어둠의 사자                       | 미나카미 세이시 | 오오하라 미노루   | 우에다 시게루                     | 스즈키 칸타                                                                         | 2010년 3월 7일   |
| 제48화 | 地下道の誓い         | 지하도의 맹세                     | 스가 쇼타로     | 테라오카 이와오   | 시미즈 히사토시                   | 카와카미 테츠야                                                                     | 2010년 3월 14일  |
| 제49화 | 親子の情             | 부자의 정                         | 츠무라 요네키   | 오오하시 요시미츠 | 이시다 토오루                     | 오오시로 마사루                                                                     | 2010년 3월 21일  |
| 제50화 | セントラル動乱       | 센트럴 동란                       | 츠치야 미치히로 | 토미자와 노부오   | 오야마다 케이코                   | 노구치 히로아키 타키구치 테이이치                                                   | 2010년 3월 28일  |
| 제51화 | 不死の軍団           | 불사의 군단                       | 미나카미 세이시 | 산죠 나미미       | 사토 키요미츠                     | 이이지마 히로야                                                                     | 2010년 4월 4일   |
| 제52화 | みんなの力           | 모두의 힘                         | 츠치야 미치히로 | 안도 마사히로     | 미야하라 슈지                     | 이시노 사토시 오오누키 켄이치                                                       | 2010년 4월 11일  |
| 제53화 | 復讐の炎             | 복수의 불꽃                       | 오오노기 히로시 | 오오하라 미노루   | 이케조에 타카히로                 | 나가사쿠 토모카츠                                                                   | 2010년 4월 18일  |
| 제54화 | 烈火の先に           | 열화 너머에                       | 스가 쇼타로     | 오오하시 요시미츠 | 사토 이쿠로                       | 칸노 히로키 세키구치 료스케                                                         | 2010년 4월 25일  |
| 제55화 | 大人たちの生き様     | 어른들의 삶의 방식                | 츠치야 미치히로 | 토미자와 노부오   | 이케하타 히로시                   | 타키구치 테이이치 시라이 유미코                                                     | 2010년 5월 2일   |
| 제56화 | 大総統の帰還         | 대총통의 귀환                     | 오오노기 히로시 | 테라오카 이와오   | 이시다 토오루                     | 츠카모토 치요미 오오시로 마사루                                                     | 2010년 5월 9일   |
| 제57화 | 永遠の暇             | 영원한 휴식                       | 미나카미 세이시 | 산죠 나미미       | 스에다 요시후미                   | 호리카와 코이치 아오노 아츠시                                                       | 2010년 5월 16일  |
| 제58화 | ひとばしら           | 제물                              | 오오노기 히로시 | 테라오카 이와오   | 사토 키요미츠                     | 요시오카 츠요시 사이토 츠네노리                                                     | 2010년 5월 23일  |
| 제59화 | 失われた光           | 사라진 빛                         | 오오노기 히로시 | 안도 마사히로     | 시미즈 히사토시                   | 카와카미 테츠야                                                                     | 2010년 5월 30일  |
| 제60화 | 天の瞳、地の扉       | 하늘의 눈동자, 땅의 문            | 오오노기 히로시 | 테라오카 이와오   | 미야하라 슈지                     | 칸노 히로키 나가사쿠 토모카츠 이시노 사토시                                         | 2010년 6월 6일   |
| 제61화 | 神を呑み込みし物     | 신을 흡수한 자                    | 오오노기 히로시 | 테라오카 이와오   | 이시다 토오루                     | 츠카모토 치요미 오오시로 마사루                                                     | 2010년 6월 13일  |
| 제62화 | 凄絶なる反撃         | 처절한 반격                       | 오오노기 히로시 | 이케조에 타카히로 | 이케조에 타카히로                 | 나가사쿠 토모카츠 시바타 준 이시노 사토시                                           | 2010년 6월 20일  |
| 제63화 | 扉の向こう側         | 문의 저편                         | 오오노기 히로시 | 이리에 야스히로   | 사토 이쿠로                       | 칸노 히로키 카와카미 테츠야 사코 소이치로                                           | 2010년 6월 27일  |
| 제64화 | 旅路の涯             | 여로의 끝                         | 오오노기 히로시 | 이리에 야스히로   | 이리에 야스히로                   | 칸노 히로키 츠카모토 치요미 호리카와 코이치 시바타 준 이시노 사토시 오오시로 마사루 | 2010년 7월 4일   |

## 웹 라디오
인터넷 라디오 방송국 (일본어) 音泉 과 (일본어) アニメイトTV에서 《강철의 연금술사 라디오 FA 선언》(鋼の錬金術師・ラジオFA宣言)을 격주로 방송하고 있다.